# تونی تراکس
تونی تراکس (انگلیسی: Toni Trucks؛ زادهٔ ۳۰ سپتامبر ۱۹۸۰) بازیگر تئاتر، سینما و تلویزیون اهل ایالات متحده آمریکا است.
وی دانش‌آموختهٔ دانشگاه میشیگان است و از سال ۲۰۰۱ میلادی تاکنون مشغول فعالیت بوده است.

## گزیدهٔ نقش‌آفرینی‌ها

### سینما
- الکساندر و روز وحشتناک، افتضاح، ناگوار، خیلی بد (۲۰۱۴)
- گرگ‌ومیش: سپیده‌دم - قسمت دوم (۲۰۱۲)
- سلاح‌ها (۲۰۰۷)
- جوگیر (۲۰۱۰)

### تلویزیون
- روان‌کاو (۲۰۱۵)
- گریم (۲۰۱۵–۲۰۱۴)
- از آسیب رساندن بپرهیز (۲۰۱۳)
- دکتر هاوس (۲۰۱۱)